# Championnat du Salvador de football de deuxième division
La Ligue de l'Ascension du Salvador est la catégorie qui comprend les équipes de la deuxième division du football professionnel dans ce pays. 